# OAO 1657-415
OAO 1657-415 är en dubbelstjärna i den södra  delen av stjärnbilden Skorpionen. Den har en lägsta skenbar magnitud av ca 23 och kräver en ett teleskop med kamera för att kunna observeras i visuella bandet. Den beräknas den befinna sig på ett avstånd på ca 20 000 ljusår (7 100 parsek) från solen och rör sig bort från solen med en heliocentrisk radialhastighet på ca 57 km/s.

## Observation
OAO 1657-415 är mycket långt borta, belägen mellan 4,4 och 12 kiloparsec från jorden, troligen omkring 7,1 kiloparsec från jorden. Nya Gaia-data tyder dock på ett mindre avstånd på bara 2,2 kiloparsec baserat på parallaxvinkeln för den optiska följeslagaren.
OAO 1657-415 är extremt rodnad. I den synliga våglängden är den röd med magnitud 20,4. Därför krävs ett mycket kraftfullt teleskop för att observera den i synligt ljus. Trots ansträngningar för att lokalisera OAO 1657-415 i det synliga bandet, hittades ingen optisk komponent med en synlig magnitud på under 23.

## Egenskaper
OAO 1657-415 är en röntgenbinär (HMXB) med stor massa, som tros vara sammansatt av ett kompakt objekt (troligen en neutronstjärna) och en högt utvecklad massiv slashstjärna, med egenskaper av Wolf-Rayet-stjärna och O-typ i dess spektrum, med en spektraltyp Ofpe/WN9. OAO 1657-415 är speciell eftersom den har den största excentriciteten och omloppsperioden av någon HMXB, och även för att dess donatorstjärna är mycket mer utvecklad än många andra HMXB-givarstjärnor.
Primärstjärnan OAO 1657-415 är en blå superjättestjärna av spektralklass Ofpe. Den har en massa som är ca 14 solmassor, en radie på ca 25 solradier och utsänder från dess fotosfär energi motsvarande ca 126 000 gånger solen vid en effektiv temperatur av ca 20 000 K.

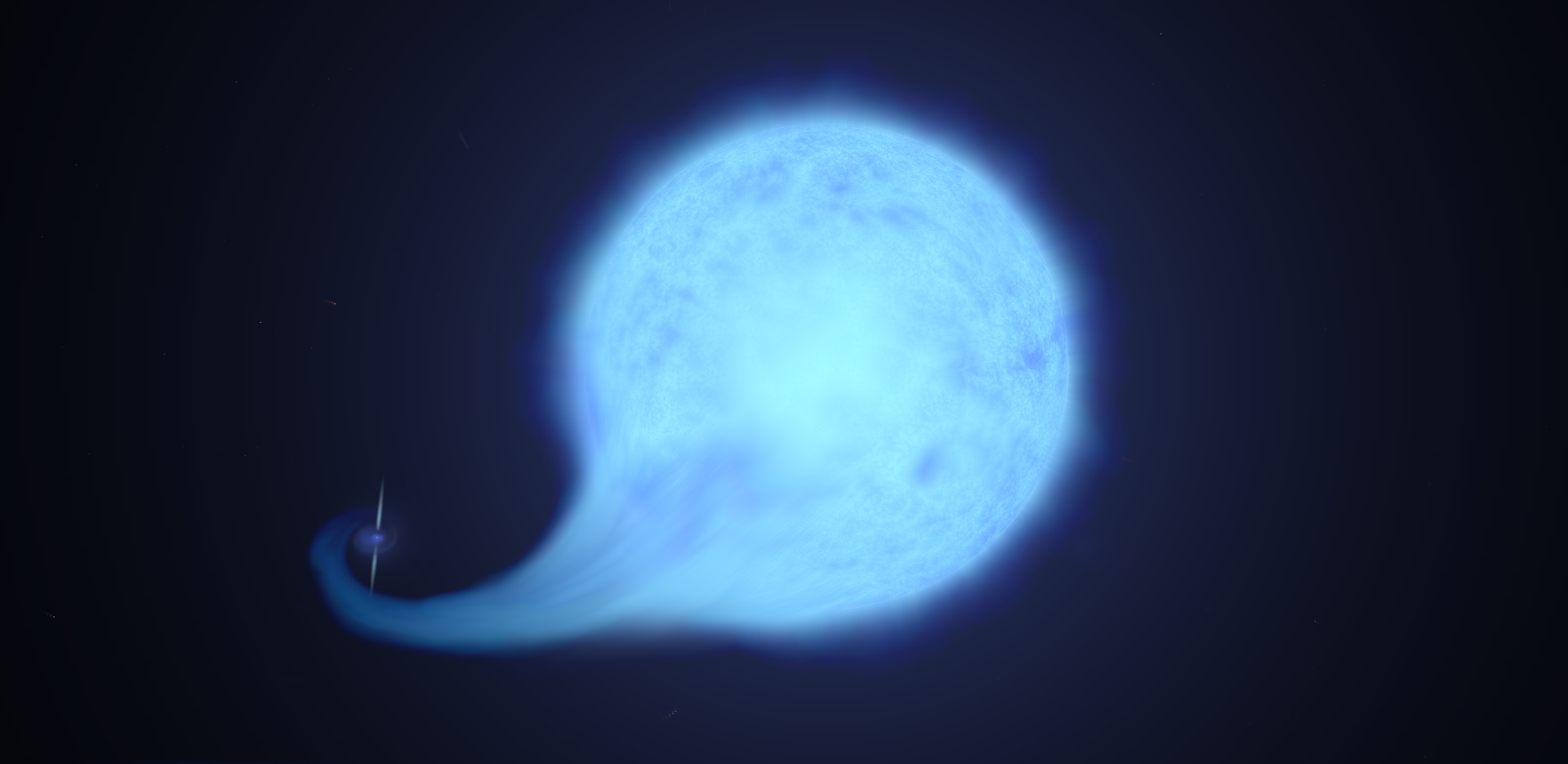
En konstnärs bild av OAO 1657-415

OAO 1657-415:s donatorstjärna är en mycket utvecklad stjärna, klart mer utvecklad än typiska OB-superjätte eller HMXB-donatorstjärnor i huvudserien. Detta är uppenbart eftersom OAO 1657-415:s atmosfär är kraftigt utarmad på väte (XH = 5 procent), ungefär som många Wolf-Rayet-stjärnor. OAO 1657-415 är bara den fjärde HMXB som hittats med en sådan utvecklad donatorstjärna. Det enda andra liknande galaktiska exemplet är Cygnus X-3, en Wolf-Rayet-stjärna av tidig WN-typ omkretsad av ett kompakt objekt, antingen en neutronstjärna eller ett svart hål.
OAO 1657-415:s två komponenter kretsar kring varandra med en omloppsperiod av 10,44812 dygn, med en excentricitet på 0,107, mycket hög för en HMXB. Omloppsperioden minskar med en takt av cirka 3 sekunder per år. Förmörkelser i binären varar 1,7 dygn.